# Shelley Berman
Shelley Berman, nome artístico de Seldon Berman (Chicago, 3 de fevereiro de 1925 - Bell Canyon, 1 de setembro de 2017) , foi um ator, comediante, humorista, professor, cantor e poeta norte-americano.
Berman recebeu três discos de ouro e ganhou o Grammy Award em 1959 . Em 2008, foi indicado ao Emmy pelo seu trabalho em Curb Your Enthusiasm.
Faleceu dia 1 de setembro de 2017, aos 92 anos de idade, vitíma da doença de Alzheimer.